# Capella de la Mare de Déu de la Soledat (Nules)
La Capella de la Mare de Déu de la Solitud, és un edifici religiós, datat del segle xviii, que es troba al carrer José Bartrina de Nules, a la comarca de la Plana Baixa, que està catalogat com Bé de Rellevància Local segons la Disposició Addicional Cinquena de la Llei 5/2007, de 9 de febrer, de la Generalitat, de modificació de la Llei 4/1998, d'11 de juny, del Patrimoni Cultural Valencià (DOCV Núm. 5.449 / 13/02/2007), amb codi 12.06.082-002.

## Descripció històric artística
L'església es va construir, sota la direcció d'Antoni Gilabert, al segle xviii, concretament entre 1757 i 1769, seguint les pautes de l'estilo rococó, i convertint-se en un exemple d'aquest tipus d'arquitectura a la Comunitat Valenciana.
Entre la seva exuberant decoració cal destacar les rocalles que s'utilitzen per a la decoració, tant d'arcs com de la cúpula i volta; també mereixen un especial esment els relleus alegòrics a quatre passatges dolorosos de la vida de la Verge, obra d'Ignasi Vergara, com són la fugida a Egipte; Jesús perdut i trobat; la crucifixión de Jesús; i la Pietat.
La advocación mariana que li dona nom, la Mare de Déu de la Solitud, té una imatge, de finals del segle xvi, que va ser portada a Nules per Felip II, quan l'any 1588 va visitar la vila, i actualment es troba en l'altar major (que és un altar nou, construït per substituir l'original de 1769 que va ser destruït en la guerra del 36).
La imatge es va decorar amb una corona de plata cisellada i repujada, obra d'un orfebre valencià, Entreaigües, datada a mitjan segle xviii, i que és considerada com un bé d'interès. A més la imatge està vestida i consta entre altres peces d'un bell mantell blanc que va ser restaurat a instàncies de mosén Trinirari Mariner (qui va instar a restaurar també la capella en el seu conjunt, ja que s'havia vist afectada per la caiguda d'un raig).
La restauració la va dur a terme l'Institut Valencià de Conservació i Restauració de Béns culturals, en col·laboració amb la Secretària Autonòmica de Cultura i Política Lingüística. El conjunt restaurat estava format pel mantell (de 223,5 x 323 cm) i una túnica (119 x 119,5 cm) amb mànigues i maniguets. El material original empleat per a la confecció d'aquestes peces va ser un tisú de seda i trames de plata, decorat amb brodat en relleu amb fils metàl·lics i decoració amb pedreria, seguint motius vegetals i elements simbòlics al·lusius a la Verge i la vila de Nules. El conjunt es rematava amb serrells de pasamanería formats per fils metàl·lics, que es completaven a la zona davantera amb encaix manual metàl·lic. Per la seva banda, el folro de la capa és de tafetà color ivori amb efecte moaré.
La coronació canònica de la Mare de Déu de la Solitud, patrona de Nules, va tenir lloc l'any 2001, i des d'aquest moment tots els anys es commemora aquest esdeveniment amb una eucaristia d'acció de gràcies, que compta amb l'assistència punt de representants de la corporació municipal com de la reina de les festes i cort d'honor de cada any.